# Shinji Okazaki
Shinji Okazaki (jap. 岡崎 慎司, Okazaki Shinji; * 16. April 1986 in Takarazuka, Präfektur Hyōgo) ist ein ehemaliger japanischer Fußballspieler.

## Karriere

### Vereine
Der in der Präfektur Hyōgo geborene Okazaki spielte in der Jugend für die Mannschaft der 2. Takigawa-Oberschule. Nach seinem Abschluss im Jahr 2004 unterschrieb er einen Profivertrag bei Shimizu S-Pulse. In seinen ersten beiden Spielzeiten kam Okazaki nur sporadisch zum Einsatz, doch etablierte er sich schon bald als einer der torgefährlichsten Stürmer der J. League.
Am 30. Januar 2011 wechselte Okazaki zum VfB Stuttgart. Nachdem sein alter Verein zunächst die Freigabe verweigert hatte, wurde dem VfB am 17. Februar 2011 von der FIFA die Spielberechtigung für den Stürmer erteilt. Am selben Tag debütierte er für die Stuttgarter im Hinspiel des Sechzehntelfinales der Europa League 2010/11 gegen Benfica Lissabon. Sein Bundesliga-Debüt bestritt er am 20. Februar 2011 am 23. Spieltag bei der 2:4-Niederlage im Auswärtsspiel gegen Bayer 04 Leverkusen. Der Fallrückzieher, mit dem Okazaki am 19. Februar 2012 im Auswärtsspiel des VfB Stuttgart bei Hannover 96 in der Bundesliga sein achtes Bundesligator erzielte, wurde zum Tor des Monats gewählt. Damit war er nach Yasuhiko Okudera der zweite Japaner, der in Deutschland als Torschütze des Monats ausgezeichnet wurde.
Zur Saison 2013/14 wechselte Okazaki zum 1. FSV Mainz 05. Er erhielt bei den Mainzern einen Dreijahresvertrag. Im September 2014 erzielte Okazaki sein insgesamt 28. Tor in der Bundesliga und zog damit an Yasuhiko Okudera vorbei, der bis dahin der treffsicherste Japaner der Liga gewesen war. Bis zum Saisonende steigerte er sich auf 37 Tore. Am 30. September 2017 wurde diese Marke von Shinji Kagawa überboten.
In der Sommerpause 2015 wechselte er zu Leicester City und wurde mit der Mannschaft am Ende der Saison 2015/16 englischer Meister. Er erzielte 14 Tore in 114 Ligaspielen für Leicester City und verließ den Club am Ende der Saison 2018/19.
Anschließend schloss Okazaki sich zunächst dem FC Málaga an. Da der Verein das vereinbarte Gehalt aber nicht im Budget für die nächste Saison darstellen konnte, verließ er Málaga Anfang September 2019, ohne ein Spiel absolviert zu haben.
Seit 4. September 2019 stand er beim spanischen Zweitligisten SD Huesca unter Vertrag. Im August 2021 wechselte er ligaintern zum FC Cartagena. Insgesamt bestritt Okazaki 32 von 39 möglichen Ligaspielen für Cartagena, bei denen er zwei Tore schoss, sowie drei Pokalspiele.
Mitte August 2022 wechselte er zum belgischen Erstdivisionär VV St. Truiden. In seiner ersten Saison bestritt er alle 30 möglichen Ligaspiele, in denen er ein Tor schoss, und drei Pokalspiele. Im Februar 2024 gab sein Verein bekannt, dass er zum Ende der Saison 2023/24 seine Karriere beenden werde. In seiner letzten Saison bestritt er 7 von 40 möglichen Ligaspielen sowie zwei Pokalspiele, in denen er ein Tor schoss. Von Oktober 2023 bis Anfang Mai 2024 fiel er dabei mit Ausnahme eines Spieles wegen einer Knieverletzung aus.

### Nationalmannschaft

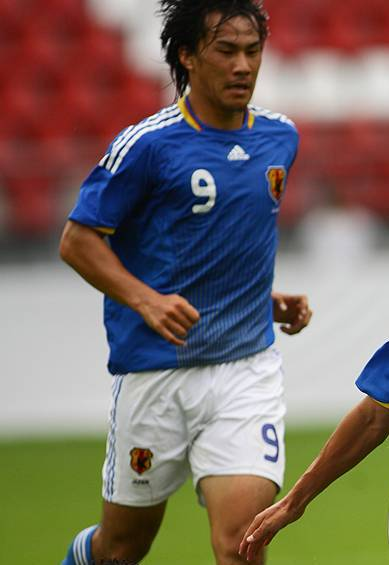
Shinji Okazaki

Im Jahr 2008 nahm er mit der japanischen U-23-Auswahl an den Olympischen Sommerspielen in Peking teil. Dort bestritt er alle drei Spiele für die japanische Mannschaft, die nach drei Niederlagen in der Vorrunde ohne Punktgewinn ausschied. Im Oktober desselben Jahres debütierte er im Spiel gegen die Vereinigten Arabischen Emirate in der A-Nationalmannschaft. In der Folge stand er bei den Qualifikationsspielen zur WM 2010 in Südafrika mehrmals in der Startelf. Mit seinen 15 erzielten Länderspieltoren wurde der trotz seiner geringen Körpergröße insbesondere für seine Kopfballstärke bekannte Okazaki Welttorjäger 2009 der International Federation of Football History & Statistics. Dabei sorgte er mit seinem Siegtreffer zum 1:0 gegen Usbekistan für die vorzeitige WM-Qualifikation seines Landes. Bei der Weltmeisterschaftsendrunde erreichte er mit Japan als Gruppenzweiter hinter den Niederlanden das Achtelfinale, in dem man gegen Paraguay nach einem 0:0 im Elfmeterschießen ausschied. Okazaki wurde bei der Weltmeisterschaft in allen vier Spielen der japanischen Mannschaft eingewechselt und erzielte gegen Dänemark im letzten Vorrundenspiel den Treffer zum 3:1-Endstand.
Mit der A-Nationalmannschaft qualifizierte er sich mit nur einer Niederlage als Erster der Qualifikationsgruppe A für den Asien Cup 2011 in Katar. Mit nur einer Niederlage (im Spiel gegen Bahrain) wurden die Japaner Gruppensieger der Gruppe A. Von den in der Qualifikation erzielten 17 japanischen Toren erzielte Okazaki sechs und war damit erfolgreichster Torschütze. Am 29. Januar 2011 wurde er mit seiner Mannschaft Asienmeister, nachdem im Finale Australien mit 1:0 in der Verlängerung besiegt worden war. Okazaki erzielte in diesem Turnier drei Tore für Japan.
Am 29. März 2016 machte er beim WM-Qualifikationsspiel gegen Syrien sein 100. Länderspiel, führte die Mannschaft als Kapitän aufs Feld und erhielt nach dem Spiel ein Trikot mit der Rückennummer 100.

## Erfolge
Shimizu S-Pulse
- J.-League-Cup: Finalist 2008

VfB Stuttgart
- DFB-Pokal: Finalist 2013

Leicester City
- Englischer Meister: 2015/16

Nationalmannschaft
- Asienmeister 2011
- Achtelfinale der Weltmeisterschaft 2010

## Auszeichnungen
- IIFHS-Welttorjäger: 2009
- Torschützenkönig der Qualifikation zur Fußball-Weltmeisterschaft in der AFC: 2014
- J. League Best Eleven 2009
- Torschütze des Monats: Februar 2012[15]

## Sonstiges
2014 gründete Okazaki zusammen mit dem ehemaligen Mainzer Fußballspieler Takashi Yamashita den Fußballverein FC Basara Mainz. Der Verein spielt seit der Saison 2019/20 in der Verbandsliga Südwest und trägt seine Heimspiele auf dem Sportplatz des SC Moguntia 1896 Mainz aus. Zur Saison 2024/25 übernahm er bei dem Klub den Cheftrainerposten.